# Machientjesschema

Dit machientjesschema hoort bij de formule 4(x+3). De invoer is x=7, met 40 als uiteindelijk resultaat.

Een machientjesschema of machientjesketting is een manier om een eenvoudige uitdrukking of een berekening weer te geven. 
In een machientjesschema wordt elke bewerking weergegeven door een "machientje" dat de bewerking toepast op een getal dat wordt ingevoerd en het antwoord uitvoert. Door een aantal machientjes achter elkaar te plaatsen kunnen berekeningen worden gecombineerd. Doordat de invoer in het eerste machientje kan variëren, wordt in wezen een uitdrukking met een variabele weergegeven. 
Machientjesschema's worden met name gebruikt in het onderwijs bij de introductie van variabelen en het aanvankelijk oplossen van eenvoudige vergelijkingen.
Daarnaast worden machientjesschema's wel gebruikt om breien te omzeilen.